# Roaditude
Roaditude est une revue semestrielle suisse consacré aux voies de communications goudronnées. Elle se définit comme la "revue francophone de la route" et est, de fait, rédigée et diffusée en France, au Canada, en Suisse et Belgique notamment.

## Format
Publiée sous forme de mook, format à cheval entre livre et magazine, Roaditude s'intéresse à la thématique routière au sens large, qu'il s'agisse d'autoroutes, de génie civil ou des pratiques sociales et culturelles qui sont liées à la route. Le magazine ne se limite pas à l’univers de l’automobile, se concentrant également sur les expériences et phénomènes que sont, par exemple, la marche, les bus ou les vélos,. 
Une grande partie du contenu est dédiée aux illustrations photographiques pour souligner l'esthétique de la route, et la revue diffuse également une sélection de playlists musicales. 